# 2013 au Vanuatu
Cet article présente les faits marquants de l'année 2013 au Vanuatu.

## Évènements
- 21 mars : Après la défection la veille de huit députés de sa majorité, dont deux ministres (Marcellino Pipite et Thomas Laken)[1], le Premier ministre Sato Kilman démissionne, reconnaissant ne plus avoir de majorité parlementaire[2]. Le 23 mars, le Parlement choisit Moana Carcasses Kalosil, dirigeant du parti de la Confédération verte, pour lui succéder[3].

- 6 avril : Le Parlement nomme Philip Boedoro à sa présidence, remplaçant George Wells qui était jugé trop proche du gouvernement précédent. Wells est ensuite suspendu du Parlement, pour avoir suspendu la séance en mars afin d'éviter d'être démis de ses fonctions. Il est suspendu de ses fonctions de député jusqu'en 2014[4].

- 27 décembre : Décès (en Nouvelle-Calédonie) de Patrick Crowby (né le 6 juillet 1958), ministre vanuatais de l'Intérieur en exercice[5].